# Bruno Hugo Stricker
Bruno Hugo Stricker (Rotterdam, 23 augustus 1910 – Oegstgeest, 18 september 2005) was een Nederlands egyptoloog verbonden aan het Rijksmuseum van Oudheden.

## Leven en werk
Stricker was de zoon van dr. Willem Frederik Otto Stricker (1880-1948), huis- en later bedrijfsarts, en Cato Scheffer (1884-1978). Hij studeerde Egyptische taal bij prof. dr. Adriaan de Buck aan de Rijksuniversiteit Leiden vanaf 1928, en ook aan de Universiteit van Berlijn bij prof. Adolf Erman. Vanaf 1930 bracht hij een aantal jaren door in Cairo, werkend in de bibliotheek van het IFAO. Hij werkte aan woordenlijsten van Egyptische teksten, in een ambitieus project dat helaas nooit werd voltooid.
Hij promoveerde bij De Buck in 1945 op het proefschrift De Indeling der Egyptische Taalgeschiedenis, wat een fundamentele bijdrage leverde aan de studie van het Oudegyptisch. In 1944 werd hij conservator van de Egyptische afdeling van het Rijksmuseum van Oudheden, wat hij tot 1975 zou blijven. Naast egyptoloog was Stricker ook gericht op andere oude culturen, en hij hield zich bezig met Berbertalen, Arabisch, Oudhebreeuws, met de religie van oud Iran en Indiase religieuze teksten. Daartoe voltooide hij op latere leeftijd nog een studie Indo-Iraanse taal- en letterkunde. De breedte van zijn belangstelling vertaalde zich in een groot aantal voetnoten in zijn werk waarin brede verbanden worden gelegd tussen de verschillende oude culturen. Zijn wetenschappelijke werk is bijna geheel in het Nederlands geschreven, maar er circuleerden vertalingen van zijn werk waardoor hij niettemin internationale faam verkreeg. Zijn levenswerk was het vijfdelige De geboorte van Horus, dat een interpretatie geeft van Egyptische religieuze iconografie in het koningsgraf van Ramses VI in de Vallei der Koningen; het schrijven hiervan was voor hem zelfs reden een aangeboden professoraat aan de Universiteit van Amsterdam te weigeren.
Stricker was lid van de Koninklijke Nederlandse Akademie van Wetenschappen.
Zijn papieren en manuscripten zijn gedeponeerd in de Universiteitsbibliotheek Leiden. Hij publiceerde tussen 1933 en 2003 zo'n 115 artikelen, die deels zijn opgenomen in de bibliografie die verscheen in de bundel voor zijn 85e verjaardag.

## Verantwoording
- Terence DuQuesne (red.), Hermes Aegyptiacus. Egyptological Studies for B.H. Stricker on his 85th birthday, Oxford 1995 [met bibliografie op p. 9-17].
- Nederland's Patriciaat 80 (1997), p. 395.
- J.F. Borghouts, Koninklijke Nederlandse Akademie van Wetenschappen. Levensberichten en herdenkingen (2007), 88-92
- M. Heerma van Voss, Phoenix 52 (2006), 44